# Canton de Huisseau
Le canton de Huisseau est une ancienne division administrative française du district de Beaugency situé dans le département du Loiret.

## Histoire
Le canton est créé le 10 février 1790 sous la Révolution française et disparaît en 1801 (9 vendémiaire, an X) sous le Consulat ; toutes ses communes sont reversées dans le canton de Méun.

## Géographie
Le canton de Huisseau comprend les cinq communes suivantes : Baccon, Coulmiers, Huisseau, Rozières et Saint-Ay (ou Ay-sur-Loire).